# Make-kosi
A make-kosi (負け越し) egy szumó basón elért negatív mérkőzésegyenleget jelent.
Egy szumóversenyző ranglistán elfoglalt helye mindig az előző tornákon elért eredményeitől függ. A két felső osztályban tornánként mindegyiküknek 15, az alattuk lévőkben 7 mérkőzésen kell részt vennie. Make-kosit ér el egy rikisi, ha legalább 8 (a felső két osztályban), illetve legalább 4 (az alsóbb osztályokban) mérkőzésen vesztesen kerül ki. Ez általában azt jelenti, hogy a következő basón alacsonyabb rangban vesz részt, de semmiképpen nem sorolhatják feljebb, mint az aktuális pozíciója; kacsi-kosi esetén ez épp fordítva történik.
A következő rangsorolás nemcsak a saját, hanem a többiek eredményétől is függ, de minél nagyobb a vesztett meccsek aránya, annál nagyobb esés várható. A két legmagasabb rang, az ózeki és a jokozuna esetén a szabályok némileg mások.
Egy ózekinél két egymást követő tornán elért make-kosi esetén történik meg a lejjebb sorolás. 
Egy jokozuna, miután megkapta a rangját, nem fokozható le. Ezen a szinten egy make-kosi viszont akkora szégyennek minősül, hogy amennyiben fennáll a veszélye, a jokozunának fel kell adnia a tornát, és vissza kell lépnie a küzdelemtől. Amennyiben hosszabb távon is rosszul teljesít, be kell fejeznie aktív pályafutását, és vissza kell vonulnia.